# Gottfried Wagner
Gottfried Wagner (n. 13 aprilie 1947, Bayreuth) este un jurnalist, muzicolog și regizor cunoscut pentru atitudinea sa critică la adresa familiei Wagner.
Gottfried Wagner este fiul lui Wolfgang Wagner și al  lui Ellen Drexel. Strănepot a lui Richard Wagner și stră-strănepot al lui Franz Liszt și a Mariei d'Agoult.
Și-a realizat teza de doctorat în filozofie la universitatea din Viena, pe tema Bertolt Brecht și Kurt Weill. Reflecțiile personale asupra culturii și istoriei Germaniei le-a corelat cu istoria și dramele poporului evreu din secolele XIX și XX. De aici au rezultat o serie de lucrări care au scos la iveală caracterul antisemit a lucrărilor lui Richard Wagner și legăturile de prietenie ale familiei sale cu Adolf Hitler. În 1992 a fost fondatorul Grupului de Discuții Post-Holocaust.
Din 1983 trăiește în Italia și este căsătorit cu Teresina Rossetti cu care a înfiat, după 1989 un copil din orfelinatele din România.

## Scrieri
- Weill und Brecht - d. musikal. Zeittheater. Ill., Noten,, Editura Kindler, München, 1977.; ISBN-13 9783463007069 ; ISBN-10 3463007061
- Wer nicht mit dem Wolf heult (cine nu urlă cu lupul), Editura Kiepenheuer & Witsch, 1997; ISBN 978-3-462-03112-6
  - Cartea a fost tradusă în italiană de soția sa, Teresina Rossetti Wagner, și a apărut cu titlul "Il crepuscolo dei Wagner" la editura il Saggiatore, Milano, 1998.  347 p.[7]
  - Cartea a apărut și în română sub titlul "Moștenirea Wagner" la editura Hasefer, București, 2001
- Unsere Stunde Null. Deutsche und Juden nach 1945: Familiengeschichte, Holocaust und Neubeginn (coautor Abraham Peck), Editura Böhlau, Köln, Weimar und Wien, 2006, ISBN 3205773357
- Erlösung vom Erlöser? Israel und Richard Wagner, editura Picus, 2007; ISBN-10 3854525281; ISBN-13 978-3854525288